# Zeitvertreib (Tschechow)

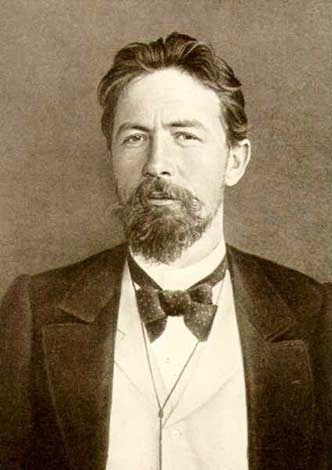
Anton Tschechow

Zeitvertreib (russisch От нечего делать, Ot netschewo delat – Nichts zu tun) ist eine Kurzgeschichte des russischen Schriftstellers Anton Tschechow, die am 26. Mai 1886 in der Tageszeitung Peterburgskaja gaseta erschien.

## Inhalt
Mit der verdienten Mittagsruhe des Notars Nikolai Andrejewitsch Kapitonow wird es nichts. Als der Hausherr auf der Suche nach der Zeitung sich aus dem Schlafzimmer ins Arbeitszimmer begeben will, erwischt er seine 33-jährige Ehefrau Anna Semjonowna beim Tête-à-Tête mit dem Repetenten Wanja Stschupalzew. Der kaum zwanzigjährige, bartlose Student im ersten Studienjahr und die Frau des Notars küssen sich. Der Student stürmt aus dem Zimmer. Die Geküsste rechtfertigt sich mit der Ausrede, sie habe dem jungen Manne lediglich eine Freude gemacht.
In der anschließenden Aussprache unter Männern bittet der Notar den Studenten um Verständnis. Er könne mit ihm nicht länger unter einem Dach wohnen. Seiner Frau gehöre das Landhaus. In der Annahme, Stschupalzew möchte mit Anna leben, wolle also Kapitonow abreisen. Der Liebhaber will nicht verstehen. Der Notar stellt klar, entweder der Verführer kommt für den Lebensunterhalt Annas auf oder es bliebe nur noch das Duell. Der Student schützt Armut vor und will immer noch nicht verstehen. Ganz einfach, setzt der Notar seine Plausibilisierungen fort, er habe seine Frau mehr als sein Leben geliebt und steht nunmehr vor einem Scherbenhaufen. Der aufmüpfige Student behauptet hingegen, die Geldheirat des tyrannischen Notars habe mit Liebe nichts gemein. Das, geht es dem Notar durch den Kopf, könne der junge Mann nur von Anna haben. Diese streitet solche Eröffnung ab.
Des Abends begegnen sich die zwei Männer zufällig im Garten. Der Student will sich zwar nicht duellieren, dem Notar aber jedwede Satisfaktion geben. Der Notar lacht herzlich über solchen Unfug und verzeiht. Der Student versteht den Notar wieder nicht, als der ihm erklärt, er solle Anna, das „abscheuliche Weibsbild“, meiden. Doch schließlich scheint es, als begreife der Student. Beide verlassen das Landhaus.

## Verfilmung
- 1998, Russland, VID-TV[2] und Tschechow-Kunsttheater Moskau: Tschechow und Company[3], Staffel 4 (russisch) von Sinowi Roisman[4], Dmitri Brusnikin[5] und Alexander Feklistow mit Stanislaw Ljubschin als Notar Kapitonow.

## Verwendete Ausgabe
- Zeitvertreib. Roman aus der Sommerfrische S. 126–132 in Gerhard Dick (Hrsg.) und Wolf Düwel (Hrsg.): Anton Tschechow: Das schwedische Zündholz. Kurzgeschichten und frühe Erzählungen. Deutsch von Wolf Düwel. 668 Seiten. Rütten & Loening, Berlin 1965 (1. Aufl.)[6]